# Aeroportul Grenoble–Isère
Aeroportul Grenoble-Isère (IATA: GNB, ICAO: LFLS) este un aeroport din Saint-Étienne-de-Saint-Geoirs, Cantonul Saint-Étienne-de-Saint-Geoirs, Arondismentul Grenoble, Isère, Auvergne-Ron-Alpi, Franța metropolitană, Franța ce deservește zona Grenoble. Aeroportul a fost tranzitat în 2022 de 191.195 de pasageri. A fost deschis în 1968 și numit după zona deservită.
Situat la o altitudine de 397 m, aeroportul dispune de 1 pistă.

## Infrastructură

### Piste
Aeroportul dispune de o singură pistă. Pista are orientarea 09/27.